# Toro Rosso STR6
Toro Rosso STR6 — гоночний автомобіль з відкритими колесами команди Toro Rosso на чемпіонат 2011 Формули-1. Це другий автомобіль, який команда побудувала повністю самостійно після введення правил, що забороняють використання "шасі замовника", тобто шасі, розробленого однією командою, і придбаного іншою (до 2010 року Toro Rosso використовувала шасі замовника від свого "старшого брата" Red Bull Racing).

## Презентація
Презентація машини відбулася 1 лютого 2011 року на трасі у Валенсії, Іспанія. У цей же день почалися перші тести боліда.